# Shadow (canción de Ashlee Simpson)
«Shadow» —en español: «Sombras»— es una canción pop rock de la cantante estadounidense Ashlee Simpson lanzada como segundo sencillo para Estados Unidos y tercer sencillo para Latinoamérica de Autobiography. Fue lanzado el 6 de agosto de 2004.

## Información de la canción
"Shadow" fue escrita por Ashlee Simpson, Kara DioGuardi y el productor John Shanks . Tiene una duración de tres minutos y cincuenta y siete segundos, y es la tercera pista de Autobiography.
La canción trata sobre los sentimientos que Simpson tuvo (cuando tenía unos 15 o 16 años), según una entrevista de vivir a la sombra de los sueños y logros de su famosa hermana mayor, Jessica Simpson, y encontrar su propia identidad. Aunque "Shadow" se caracteriza por tener letras algo oscuras,  concluye con un mensaje positivo.

## Recepción Comercial
"Shadow" debutó en la lista Billboard Hot 100 en septiembre en el número 68, convirtiéndose en la segunda canción de Simpson en entrar en dicha lista, alcanzando la posición más alta en el número 57. En la lista Mainstream Top 40 de los Estados Unidos alcanzó la posición número 14, su segundo Top 20 en esta lista.
En Europa la canción solo logró posicionarse en Alemania, en la posición 42, Austria en el número 60 y en Suiza en la posición número 30. En Australia se posicionó en la posición 31.

## Video musical
El video musical muestra escenas de una pequeña recreación de la casa de Ashlee. Ella interpreta a su hermana Jessica con una peluca rubia y a ella misma; también se puede ver como sus padres centraban su atención de los inicios de la carrera de Jessica; mientras ella no tenía importancia para ellos.

## Lista de canciones
Sencillo en CD
1. «Shadow» - 03:59
2. «Pieces Of Me» (29 Palms Remix Vocal Edit) - 04:05
3. «Sorry» (Non LP Version) - 03:45
4. «Shadow» (Video)

## Listas
| Lista                              | Peak Posición |
| ---------------------------------- | ------------- |
| Australia (ARIA)                   | 31            |
| Austria (Ö3 Austria Top 40)        | 60            |
| Alemania ((Media Control AG)       | 42            |
| Estados Unidos (Billboard Hot 100) | 57            |
| Estados Unidos (Top 40 Mainstream) | 14            |
| Estados Unidos (Radio Songs)       | 58            |